# 紅網

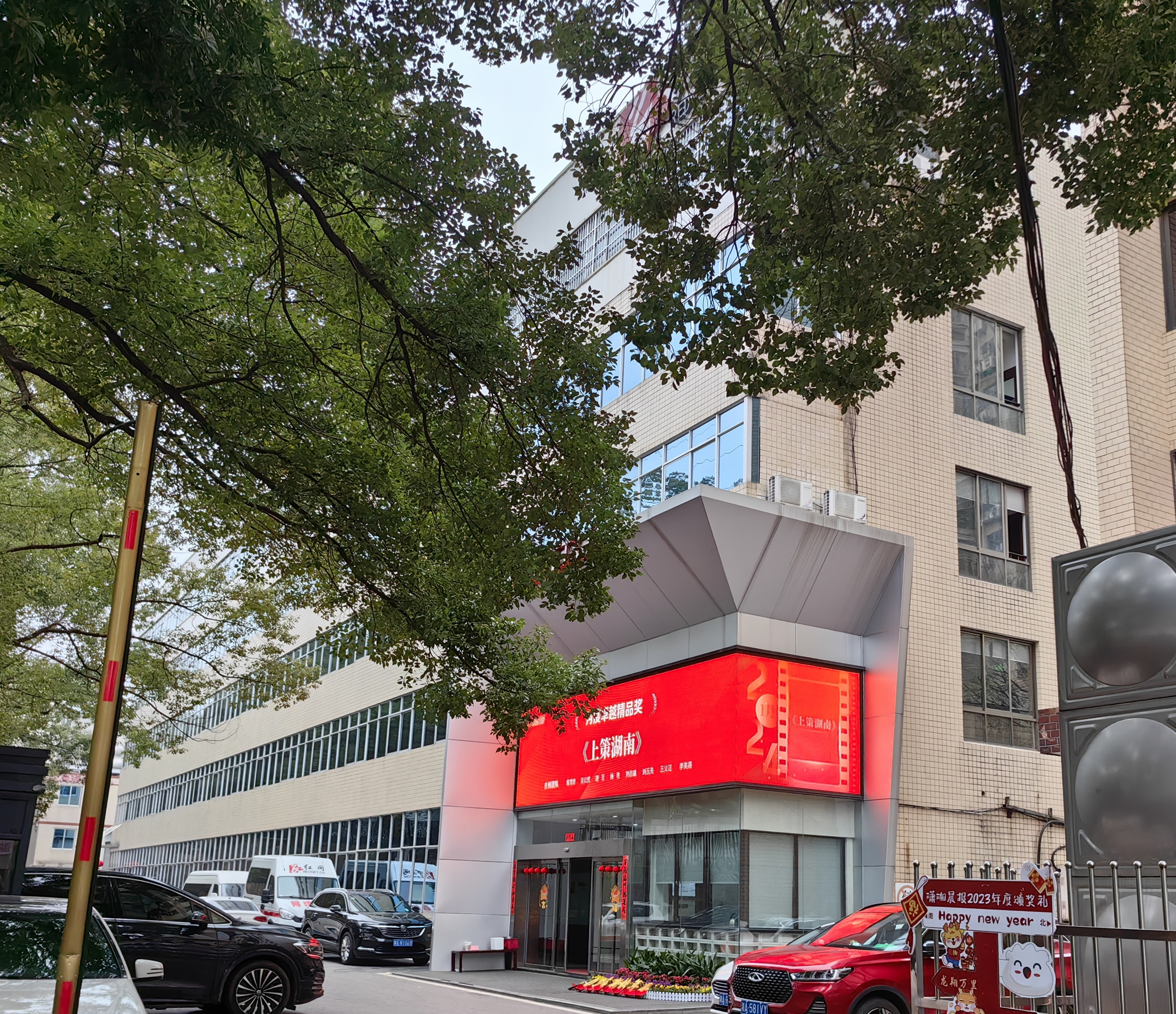
红网传媒主楼

紅網，总部位于中国湖南长沙市，为湖南省人民政府新聞網站，2001年5月30日開通，同月獲国务院新闻办公室批准成為湖南省第一家从事新闻登载业务的互联网站。

## 历史沿革
2001年8月8日中共湖南省委书记杨正午要求把红网建成省委、省政府的新闻网站，2001年12月11日湖南省编办批准紅網成为中共湖南省委宣传部直属事业单位。
2006年，红网整体注入湖南出版投资控股集团。
2010年，红网被纳入中南传媒捆绑上市。
2017年6月16日，红网新媒体集团挂牌成立，湖南省委常委、省委宣传部部长蔡振红出席并揭牌。
2021年5月，红网在马栏山（长沙）视频文创产业园举办2021红网媒体融合创新发展论坛。

## 外部連結
- 官方网站